# روبرت برينت
روبرت برينت (بالإنجليزية: Robert Brent)‏ هو سياسي أمريكي، ولد في 1764 في مقاطعة ستافورد في الولايات المتحدة، وتوفي في 7 سبتمبر 1819 في واشنطن العاصمة في الولايات المتحدة. حزبياً، نشط في الحزب الجمهوري الديمقراطي. وقد انتخب عمدة واشنطن العاصمة.